# Équipe d'Allemagne féminine de water-polo
L'équipe d'Allemagne de water-polo féminin est la sélection nationale représentant l'Allemagne dans les compétitions internationales de water-polo féminin. 
En 1985, alors qu'elle ne représente que l'Allemagne de l'Ouest, la sélection termine troisième du Championnat d'Europe de water-polo féminin. 